# Meander (literatura)
Meander – rodzaj wiersza w formie fraszki lub epigramatu. Składa się z jednej strofy lub kilku. Każda strofa ma sześć wersów o nieustalonej, zmiennej stopie metrycznej. Ustalony jest natomiast rym o przebiegu abbaab. Ten meandrujący rym nawiązuje do ornamentu, od którego zapożyczona została nazwa wiersza.
Meander został wprowadzony do liryki przez Felicjana Faleńskiego w roku 1892.
Przykładem meandra może być wiersz tego autora (Meander 52):
Tam gdzie o miłej radzą Ojczyźnie,
Choćbyś był święty nie lada,
Nie krzycz o byle co: Zdrada! –
Lecz bratu podaj twe ręce bliźnie.
Niechże nie każdy, kto się pośliznie,
Zaraz upada.